# Cardiff City Stadium
Cardiff City Stadium je víceúčelový stadion sloužící zejména pro fotbal a ragby ve velšském městě Cardiff. Využívá se především pro fotbalová utkání místního klubu Cardiff City FC a pro velšskou fotbalovou reprezentaci. Kapacita stadionu je 33 280 diváků. Kromě toho stadion slouží jako kulturní zařízení s možností pořádání koncertů. Tento stadion využívá při koncertních turné mnoho zpěváků a hudebníků.

## Historie
V roce 2002 bylo rozhodnuto postavit nový stadion pro Cardiff City FC. V roce 2003 bylo řečeno, že Cardiff City FC by mohlo pokračovat v zápasech na stadionu Millennium Stadium, protože dva stadiony v Cardiffu s kapacitou více než 50 000 diváků by nebyly životaschopné. Přes tyto zvěsti místní radní 20. srpna 2003 výstavbu nového stadionu jednomyslně schválili. Špatná finanční situace klubu ale zpozdila zahájení prací až do 21. února 2007 a kapacita stadionu byla snížena s tím, že v budoucnu bude navýšena.
V červnu 2009 byla dokončena výstavba nového stadionu s kapacitou 26 500 diváků. Je postaven na místě zbouraného stadionu Ninian Parku. Byl slavnostně otevřen 22. července 2009 v přátelském zápasu proti Celtic FC. Dne 14. června 2012 stanovil malajský spolumajitel společnosti Cardiff City FC Vincent Tan plány na další investici ve výši 35 milionů liber do fotbalového klubu. Tato investice měla splatit dluhy, modernizovat školicí zařízení podle standardů Premier League a zvýšit kapacity stadionu o 8 000 míst z 26 828 na přibližně 35 000 za 12 milionů liber za upgrade. Během prvních několika měsíců sezóny 2013–2014 byla kolem stadionu přidána další sedadla, čímž se kapacita zvýšila na přibližně 28 000.
V srpnu 2013 klub oznámil, že předložil žádost o územní plánování na první fázi rozšíření stadionu. První fáze bude zahrnovat přidání druhého patra, čímž se kapacita zvýší na přibližně 33 280. Musí být zajištěno 5 150 míst navíc, včetně dalších komerčních a pohostinských zařízení s kapacitou přibližně pro 1 500 diváků.
Dne 9. října 2013 bylo uděleno stavební povolení pro tuto první fázi. Rozšíření stadionu bylo dokončeno začátkem srpna, několik týdnů předtím, než stadion hostil Superpohár UEFA 2014.